# 血液型性格分類
血液型性格分類（けつえきがたせいかくぶんるい）とは、ある人の性格が、その人の血液型によって特徴づけられるとする考えである。ABO式血液型によって、A型は～な性格、B型は～な性格、などといったように分類されるとする。
1971年頃、能見正比古（1925年 - 1981年）と能見俊賢（1948年 - 2006年）の親子が発表した著作によって広く認知された。1970年代から2000年代前半にかけて、多くのテレビや書籍が血液型による分類を広め、ブームとなったが、血液型性格分類を信じる人々による差別などが社会問題化した。2024年現在に至るまで、血液型と性格の間には明確な統計的関連は認められておらず（ただし、自己成就現象についてこの注釈も参照）、日本パーソナリティ心理学会ホームページのQ&Aでは「いまのところ血液型と性格に関係があるとは言えない」という考えがおおむね支持されているとしている。そのため、ステレオタイプや疑似科学の一種と扱われることもある。

## 血液型性格分類の歴史

### 西洋における類型学
西洋では歴史的に見て、性格を類型に分類し、それとは別の類型との関係を論じる説が提唱されてきた歴史がある（類型学）。例えば、医学の基礎を作ったヒポクラテスは「体内には血液、黄胆汁、黒胆汁、粘液という4種類の体液があり、これらのバランスが崩れると病気にかかる」と述べ、また「体液のバランスが性格にも関わる」と述べた（四体液説）。ヨーロッパでは中世まで、こうした説が信じられていた（現代の医学は、医聖ヒポクラテスに敬意を払ってはいても、これらの説に関してはナンセンス、と判断している）。

### ABO式血液型の発見
ABO式の血液型が発見されるのは1901年のドイツでのことである。ドイツでは当時ハイデルベルク大学のガン研究所の教授だったE・フォン・デュンゲルン（Emil von Dungern）博士が、動物の血液型を調べたところ「チンパンジーは全て同一の血液型であることがわかり、他の動物はチンパンジーと異なる血液型であることが多い」ことを発見した。ドイツに留学しデュンゲルン博士のもとで学んだ医師の原来復（はら・きまた）は、1916年に「血液ノ類属的構造ニツイテ」という論文を発表し、血液型と気質の関連を研究対象にしようとする試みについて語った。しかし、原のこの論文では、まだ関係性を断定するような言い回しは使っていなかった。
この年代には白人A型人種優秀論として、白人にA型が多く東洋人にB型が多いと提唱されて人種差別につながっていた。原は1916年の『医事新聞』で血液型で知的レベルを決定してしまうのは厳しすぎると、人種差別を批判した。
ナチス・ドイツも人種差別を正当化するために、血液型性格診断を利用していた。血液型の遺伝の仕組みは当時から知られていたため、「血液型＝性格」であれば性格は遺伝で決まることになり、「ゲルマン系ドイツ人の血統が優れている」としたい彼らにとって好都合だった。1932年にドイツで出版された『血液型便覧』には「ドイツ人に多い」A型を優れた血液型とし、「高い知能」「勤勉」などと肯定的なことが書かれ、一方で「ユダヤ人やアジア人に多い」B型を劣った血液型として、「暴力犯罪者」「精神薄弱」「感染に弱い」などと非常に否定的なことが書かれた。

### 古川竹二の『血液型と気質』
昭和初期には、東京女子高等師範学校（現お茶の水女子大学）教授であった教育学者古川竹二が、血液型と気質の関連を科学的な研究対象にしようとする一連の試みが広く注目を浴びた。古川の最初の論文は、1927年に『心理学研究』誌上に発表された「血液型による気質の研究」である。その後に一連の試論の集大成として1932年に『血液型と気質』が出版された。同書の内容が古川学説とされることが多い。
古川学説は、当時金沢医科大学教授であった古畑種基らに支持され、心理学だけではなく、医学、教育など多くの分野で注目を集め、その影響下で多くの調査がなされた。このため数多くの追試が行われたが、血液型と気質の関連を論じる際に例外が多過ぎることから、最終的に古畑は懐疑的になり、結果的には学会で古川学説は否定された。
大日本帝国陸軍においても古川学説の影響を受け、血液型から将兵の気質・能力を分類することで、部隊編成の際に最も適した兵科・任務にあてることができるとの考えから、各部隊から将兵の調書を集め研究が行われた。1926年、大日本帝国陸軍軍医の平野林と矢島登美太が、「人血球凝集反応ニ就テ」を『軍医団雑誌』に発表した。これは、血液型から兵隊としての資質を判定したものであった。統計的に意味のある結果は出なかったものの、科学的考察を加えるに足るものとして唱えられていた。しかしその後の同様の研究では、期待した結果は得られず、1931年に中止された。
また東京朝日新聞に、「児童の気質調べに奇怪な血液検査－小石川窪町小学校の保護者から厳重な抗議申し込み」という記事が掲載された（1928年）。このように当時から一般庶民からの批判もあった。最終的には、1933年日本法医学会総会において古川学説は正式に否定された。

### 能見正比古による再度の注目
第二次世界大戦後は長らく取り上げられることがなかったが、古川学説に影響を受けた能見正比古が、1971年に『血液型でわかる相性』、続いて1973年に『血液型人間学』など一般人向けの著作を発表・出版。これによって血液型性格分類が広く知られることとなった。また戦前の「血液型と気質」という言い方が「血液型と性格」という言い方に替えられたのも、この能見正比古の著書からである。
これらの本で能見正比古・能見俊賢親子は、様々な調査を行い独自の理論を展開したが、現在では多くの専門家や学会からは正当性のないものだとされている。能見正比古・俊賢親子は、10万人分以上のデータを集めているため、一見母集団からの標本抽出にムラがないものと感じられる。
しかし能見親子のデータの収集は、能見の著書『血液型でわかる相性』などの読書カードを送り返してきた人だけを対象に行ったものだと、息子の俊賢が語っている（その他に講演会の参加者や協力者などもある）。そのため最初から母集団に大きな偏り（バイアス）が生じており、偏りのないことを前提とした通常の統計手法を用いたこと自体が間違いだったと指摘されている。
その後、台湾、韓国、中国でも若干数、血液型と性格に関する書籍や論文が書かれている。

### 定着
- 1985年、シンガー・ソングライターのさだまさしによるヒット曲「恋愛症候群」（および同年の「もーひとつの恋愛症候群」）では恋愛感情を血液型で分析した歌詞が歌われた。
- 同じく1985年、コミックバンドのバラクーダーが「演歌・血液ガッタガタ」を発売。ABO式の各血液型の特徴とされる性格を歌詞にして男性が女性を揶揄する内容。1989年、女性お笑いコンビのピンクの電話が、同じ曲で男女の立場を入れ替えた歌詞の「血液ガッタガタPARTII」を発売。2曲とも、4つの血液型すべて「嫌いな性格」と歌っている。
- スタジオジブリができた頃、宮崎駿は席配置でA型とB型を分けていた[15]。
- 1987年、三菱ミラージュで血液型別のCMを放送していたことがある。
- 1988年、アイドル歌手相川恵里が本人の血液型にちなんだ「ABコンプレックス」を発売。しかしながら、後に調べたところ本人の血液型はB型だったことが判明。
- 1990年前後、森永ハイチュウで血液型別のCMを放送していたことがある。
- 1990年に丹羽兵助が刺され失血死した事件の際に、異なる型の血液が輸血されるという医療事故が生じた。 議員が公表していた血液型が実際とは異なっていたからであるが、これは選挙における有権者への印象を考慮したためで、背景には当時流行していた血液型占いがあるのではないか、という指摘がある[16]。
- 1990年にヤクルトスワローズの監督に就任した野村克也は血液型性格分類を深く信じており、自著でも「私は血液型による性格診断にこだわる。性格は野球のプレーに何らかの形で現れてくると考えるからだ」と公言していた[17]。また、同年に福岡ダイエーホークスの監督に就任した田淵幸一も血液型性格分類に凝っており、血液型を考慮に入れてメンバーを決めたことがある。田淵は後に親友の星野仙一監督の下、阪神タイガースと東北楽天ゴールデンイーグルスでコーチを務めた際にも、血液型性格分類に基づく捕手の配球を選手に指導し、星野から注意を受けている。
- 1991年、嘉門達夫のアルバムに収録された「血液型別ハンバーガーショップ」では、前奏で「人間の性格がたった4種類に分類されるわけがない」と前置きした上で、各血液型の性格の「欠点」とされる行動・言動をコミカルに風刺した。
- 1993年、特撮番組『有言実行三姉妹シュシュトリアン』にて「怪奇!C型仮面」放送。血液型性格分類を風刺した回。
- 1980～90年代に活動したオウム真理教は、信者の分類に血液型を取り入れていた[18]。教祖麻原彰晃が「B型女性はためらわない」と信じていたことから、滝本太郎弁護士サリン襲撃事件ではB型女性が実行犯に選出された[19]。
- 2004年頃、ブーム到来。テレビ番組などで頻繁に血液型による性格分類やそれによる相性などが紹介され、地上波テレビ放送では2004年2月21日からの1年間だけでも、約70本もの血液型性格関連説に関するテレビ番組が放映された。この論文の末尾には（論文中で言及されている）TV番組名が20ほど一覧として記載されており、後に捏造が多いことで話題になった『発掘!あるある大事典』も含まれている[20]。中には特定の血液型を肯定的に扱い、特定の血液型を差別的に扱ったものもあった。
- 2005年、はなわのアルバムに収録された「B型ロックンロール」は特定の血液型に対する偏見や差別意識を助長させる可能性のある内容であった。
- 2005年、韓国で映画『B型の彼氏』が公開された。翌年には日本でも公開された。
- 2008年には、『○○型の説明書』シリーズがすべて年間売上10位以内に入った[21]。
- 2009年、フジテレビで2月の23日から26日の四夜連続ドラマ『血液型別 オンナの結婚する方法』が放送された。

日本人を対象にした調査では、過半数が血液型性格分類に肯定的な態度を示すとともに血液型性格分類の話を好んでいるという報告もあった。
能見の親子が死去した後もこれを引き継ぐアボ・ファン（ABO FAN）が根強い力を持っていると、2012年に大村政男が記している。

### 社会問題化
一般社会への浸透には、テレビ放送が大きな役割を果たし、これらの番組が血液型への偏見、固定観念を広めた。テレビ番組によっていじめや差別が助長されたと感じた一部の視聴者らは、放送局に対して抗議した。
2004年（平成16年）にBPO（放送倫理・番組向上機構）は、「血液型によって人間の性格が規定されるという見方を助長することのないよう要望する」との声明を発表。日本民間放送連盟の放送基準「第8章 表現上の配慮」54条に抵触するとして、「血液型判断に対し、大人は“遊び”と一笑に付すこともできるが、判断能力に長けていない子供たちの間では、必ずしもそういうわけにはいかない。こうした番組に接した子供たちが、血液型は性格を規定するという固定観念を持ってしまうおそれがある」とした。そうした指摘を受け、一部のバラエティ番組では「血液型ですべてが決まるというわけではありません。偏見や差別は絶対にやめましょう」などといった注意喚起がなされることがあった。
偏見やステレオタイプや認知の歪みといった問題を、重要な研究テーマとしている社会心理学（科学社会学）でも研究が進んでいる。血液型性格分類が社会に流布する仕組みや、このような説が流布することによって、人の認知にどのような歪みが生じるのか、あるいは「信じているように振舞う人の動機は何か」といった角度から研究されている。
- 2002年、大学入試センター試験の「現代社会」の設問において、大村政男による血液型性格分類についての否定的な調査結果（バーナム効果を示したもの）が資料問題として使われたことがある[24]。
- 2006年、血液型性格分類のブームが過熱しすぎた日本を描いた松岡圭祐の小説『ブラッドタイプ』が出版された。白血病の女性が骨髄移植により血液型がB型に変わるのを嫌い（骨髄移植は白血球抗原 (HLA) 型の一致が必要とされるため、赤血球の型であるABO式の血液型より優先される）、輸血を拒否し生命の危機に陥るなど、迷信に基づく騒動が頻出、臨床心理士らがその非科学性をどう証明し混乱を鎮めるか、というストーリーである。なお、松岡はこの小説を執筆する前に、「 究極の血液型心理検査」という血液型性格診断を行うウェブサイトを立ち上げた。それをのべ450万人が利用し、診断後にこのサイトの血液型診断が当たっているのかという問いに対して、9割以上の利用者が「この血液型性格診断は当たっている」と答えた。だが、後に松岡がこのウェブサイトについての仕掛けを公表、心理診断は行っているものの血液型の問いに関する分析はプログラム上で全く行っていないことを明らかにした。
- 2011年7月4日には、岩手・宮城両県知事への発言を問題視された松本龍復興担当大臣が記者会見で、自身の血液型と出身地を発言の原因だとする弁明を行なった。欧米メディアからは「失敗を血液型のせいにできるのか」と批評があった[25]。BBC東京特派員のローランド・バークは、松本復興担当大臣の弁明の解説として「血液型のせいにするなど荒唐無稽に聞こえるかもしれないが、日本では血液型は性格に影響すると信じられている」とレポートしている[26]。

## 血液型性格分類の統計関係の研究
2024年現在、血液型と性格の間には明確な統計的関連は認められておらず（ただし、自己成就現象についてこの注釈も参照）、関連を否定する論文、肯定する論文がともに存在する。
1991年に心理学者の松井豊は血液型性格の論争には決着がついていないと記しており、データの収集法に問題あるとして、JNNのデータを使った統計解析を行った。1980/1982/1986/1988年の合計約1万2千人分が対象となっており、性格に関する質問24項目と血液型の質問によって、各年度共に3-4項目に統計的に有意な共通性があったが、全年度では1項目のみでそれも各年度で最高の比率である血液型が年度ごとに異なるため一貫性がないとされ、この結果は1991年の『立川短大紀要』に掲載された。また同時に、A型とその他型に分けて分析すると、予言の自己成就現象がみられることを注釈に記した。この研究は九州大学社会心理学の講師の縄田健悟が「最も重要な国内研究」とする。
予言の自己成就についてほかの研究でわかったことは、JNNデータを使った長崎大学教育学部の武藤らの研究（2011年）は、1988年まで10年間で約32000人のデータとされる研究をさらに2000年まで拡張しても（人数未掲載）有意な差が見られたとし、2014年には縄田によるランダムに選ばれた有効人数約9700人での日米の2004-2005年のデータでは有意な差は見られなかった。
2020年以後には、AIを使って血液型の推測を行った研究が開始された。2020年に250人のインドネシア人を対象に、翌2021年には日本人5,609人、2023年には日本人2,887人を対象にして実験したところ、いずれも正解率は偶然より有意に高かった。
明治大学科学リテラシー研究所などが制作した疑似科学評定サイト Gijica.com においては「ヒトの性格という主張における論理飛躍には注意する必要があるが、少なくとも血液型と人間機能の関連を研究する価値や意味はそれほど順位の低いものではないと思われる」「ただし、繰り返すが、現在一般認知されている血液型性格診断は科学的根拠に乏しく疑似科学である」としている。
能見の血液型人間学について心理学側からの検証が行われた理由には、大衆向けのほかの著者とは違い、能見らが著名人の血液型の統計分布を比率として示しデータを中心としていたことが挙げられる。（一方、単に占いであれば学術的な検討の土壌に上げることは躊躇される。）1984年から1985年には、テレビなどでも心理学者による批判がはじまったが、この時点では能見も当初から統計データとして提示してきたものなので、反論を行った。
医学の分野においては、血液型ではないが1990年代にはセロトニンやアドレナリンに影響することで性格行動に影響する遺伝子の存在は指摘されている。1978年まででは脳細胞との関りについて際立った研究結果はなかった。免疫学の専門家である高橋利忠は、2009年までの状況で、専門分野である血液型によるピロリ菌の感染しやすさの違いなどを説明した後、知る限り血液型と脳細胞の活動の関係を証明した報告はないとした。2010年代に研究が進み、神経伝達物質であるドーパミンと血液型遺伝子が関係しているという仮説などは提唱されている。
2022年には、中国人100万人の妊娠データの分析を行い、血液型と結婚が関係していることを示した論文も発表されている。 
なお、病気では、2000年に科学雑誌『Nature』の「遺伝」についての総説では「胃腸管に関するいくつかの形質に弱い相関が確認できるが、血液型と疾患の相関については再現性よく示されたものはない」とされた。2016年の「血液型」に関する総説では多様に30種類ほどの病気との関係性を示す研究が網羅されている。その後、2018年にO型は出血死しやすい、2020年にA型は新型コロナウイルスに感染しやすいなどの研究結果が発表されている。2022年には、科学雑誌『Nature』に、ABO型血液型と腸内細菌叢に関する論文が3報発表された。この３つの論文の中で、Qin Y et al. (2022)は、ABO型血液型との直接の相関関係は発見されていないが、メンデル無作為化法を使って、腸内細菌のMorganellaとRaoultellaがうつ病に因果関係として影響がある可能性を示唆した。また、著者らが論文の中で述べているように、この検定方法はいくつかの欠落変数がある可能性を排除できないため、厳密な因果推論ではなく、あくまで腸内細菌が病気の発病に影響を与えうる可能性を今後の研究の方向性を提案するために行なったとしている（p. 139）。ABO型血液型が、実際に精神疾患罹患に影響を与えるか、今後のさらなる研究が待たれる。

### 統計の解釈
賛成者、批判者共にデータに問題がある。サンプリングの問題としては母集団からデータの対象を偏って抽出していて、それは自らの性格分類の信奉者であったり、所属大学の大学生を対象にすれば、既に授業により否定的な知識を得ているかもしれないため、ランダムサンプリングが必要である。妥当性の問題として、測定指標が個々の研究で異なるため、信頼性の高い方法を使う必要がある。テレビや雑誌などの調査では「関連性がある」とする科学的根拠が具体的に提示されない場合がある。
心理学者の菊池聡によればあくまで統計的な傾向であり、「女性より男性のほうが筋力がある」「何型はどういう傾向」という統計的な傾向であるため、「一般男性より筋力の強い女性」のような個々の例を示す形での反証はなりたたず、必要とされるのはあくまで統計的な事実である。
日本パーソナリティ心理学会ホームページのQ&Aでは、2009年に理事の渡邊芳之が、こうして厳格な科学のルールに則って出された結果によって「血液型と性格は関係ない」と断言することはできないものの、「いまのところ血液型と性格に関係があるとは言えない」という考えがおおむね支持されているとしている。研究者の多くは血液型性格分類による血液型と性格の間に関係があるとは考えておらず、多くの研究において、血液型と性格の間に関係があるとは結論づけられていないため、血液型性格分類は『疑似科学』に分類されている。
パーソナリティの類型論の誤りの事例（体型など、本来パーソナリティとは関係ない要素をパーソナリティと結びつけようとするもの）のひとつとして、心理学教育の場で血液型性格判断が紹介されることもある。
心理学者のサトウタツヤと上村は2006年に、能見らの血液型性格学については、第三者による検証可能な論文が提示されていないので科学的だとはできないが、血液型と性格の関係について将来に何かが発見される可能性まで否定するものではないとし、また一方で実証されていないので可能性を受け入れる必要もないとしている。

### 支持する意見
今日の心理学会では血液型性格分類の有効性を支持する意見は少数意見であり、学会誌の査読を通過することは一般にできない。それに対して血液型性格分類の有効性を支持する研究者は「心理学会の学会の閉鎖性」などと批判している。工科学者の石川幹人は清水武との共同研究で、社会流行を追った形での学術的研究だという批判もあるため、血液型と性格の関連性についての新たな研究を実施した。2009年に、血液型と性格の5因子モデルとの関連において、効果量が小さいため予測力は小さいが統計的には関連が有意であった結果を、2つの心理学の学会誌に投稿したが、いずれも掲載を断られている。通常、問題点の指摘の後、再度投稿する機会が与えられることが多いが、それもなかったとして信念の対立があったとしてそれを公開した。
- 内容が正しくても学会として掲載を認められず、データに一貫性がないというこれまでの血液型性格研究の結果の全てを覆しているものではないことが理由だとされたので、清水は研究にお蔵入り効果が生じている可能性も指摘した[50]。
- 社会文化の影響が、血液型が本来持つ生物学的な影響から分離できていないと指摘された[50]。
- 説明として両立できることなのだが、予測力が低く関連がないとしたいのか、統計的に関連があるとしたいのかのどちらかの選択を迫られた[50]。

2023年には、日本人2,887人を対象として、血液型の特徴とされる3項目を含む5因子性格検査BFSの実験が行われた。これらの3項目では有意差が出たが、各項目が属する3性格因子のうち有意差が見られたのは1因子だけであった。また、血液型より年齢や男女の方が差が大きかった。10項目の5因子性格検査TIPI-Jでは、血液型による有意差が出なかった。また、AIで血液型を予測した場合、明確に偶然より正解率が高かったのは、血液型の特徴を学習データとしたときのみだった。このため、次のように仮定すると、従来は矛盾するとされたデータを統一的に説明できるとした。
- 血液型より年齢や男女による差の方が大きい。
- 項目数が少ない性格検査は、相対的に差が小さい血液型の項目は切り捨てられる。
- このため、項目数が多い性格検査ほど血液型の差が出やすい。

実験の結果は、前述のとおりこれを裏付けるものであった。
- 60項目の5因子性格検査BFSでは、1因子のみ有意。
- 10項目の5因子性格検査TIPI-Jでは、どの因子も有意差はない。
- 8項目の血液型の質問(うち3項目はBFSに含む)はすべて有意。

そして、最終的に次のように結論づけた。
- 従来の5因子性格検査の結果に一貫性が見られないのは、血液型より差が大きい年齢や男女が不統一のため。
- 性格感度が高いと、どの質問も「自分に当てはまる」と感じるため、同じ数値でも性格は必ずしも同じではない。
- 縄田の研究[21]で血液型による差が出なかったのは、質問が生活とお金のみに関するもので、血液型に関する項目がなかったから。

### 性格の5因子モデルの研究
台湾の研究では、176名の学生を対象として血液検査を実施し、血液型と性格の5因子モデルの外向性の関連性を否定する結果が出た。
2017年に発表された、260,861人の被験者を対象としたGWASと5因子性格検査を用いたメタ分析では、6つの遺伝子が人間の性格に影響を与えるとされた。しかし、その決定係数は0.04%未満と極めて低かった。双子研究で使用された5因子性格検査によれば、遺伝が性格に与える影響の割合は、30％～60％と推定されている。このように、GWASや5因子性格検査を使って現実に得られた数値は、双子研究と比べものにならないほど小さい。この現象は、missingまたはhidden heritabilityと呼ばれ、GWASの活用が進むにつれ、大きな注目を集めている。

### 各種分野の血液型の研究
予言の自己成就の影響を避けるため、大村らのグループが一連の研究を発表しているが、首相以外は有意な差は認められていない。その後、首相だけではなく、外相、文相、プロ野球、サッカー選手などに有意な差が見られたという報告がある。

## 海外での血液型性格分類
血液型性格分類が広まっているのは、日本とその影響を受けた韓国など一部地域だけであり、それ以外の地域では性格と血液型を関係づける習慣がなく、日本の血液型性格分類は奇妙に思われている。そもそも血液型への関心自体が無く、その大半が自分の血液型を知らない（輸血や献血が必要な時は、その場で血液型検査が行われる）。

## 血液型性格分類の受容
日本の心理学では、血液型性格分類が人々の間どのように受容されているのかということも心理学的探究のテーマのひとつとなっており、コミュニケーションのためということや、この考え方を取り入れることで役立っていると解される。
誰しもに血液型はあるため、話題にしやすく、会話も弾みやすいという利点がある。

### 血液型性格分類を信じる心理状態
心理学者の大村政男が、1984年（昭和59年）にNHK総合テレビジョンでも実施した実験では、気質と血液型の説明を別の血液型とで入れ替えても、90%前後の人々が自分に該当すると答えたという。血液型性格分類以外の様々な性格テストや占いにおいて生じる現象だという。
大村政男の実験例では、学生（対象：四年制大学生・短期大学生279人）を対象にアンケートの形で「質問紙のA・B・AB・O型それぞれの欄に性格特性と呼ばれるもの（能見正比古のあげたもの）が列挙したものを学生に渡し、『あなたの実際の性格はどの血液型のものに当てはまるか？』と質問した」ところ、どの型の学生も「自分の実際の血液型の欄にある性格特性が一致している」と回答した者が多かったが、このとき意図的にOとA・BとABの血液型のラベルを入れ替えた（つまり「A型の性格特性があてはまる」と答えた人は実際にはO型が一致していると回答していた）にもかかわらず、このような結果が出ていた。
大村はこういった分類法が当たっているように感じる理由として、以下のFBI効果を上げている。こうした効果によって血液型性格分類が人々に受容されると、大村は考えている。
- フリーサイズ効果（Freesize）：「誰もが着られるフリーサイズのTシャツ」のように、各血液型の特徴として挙げられているものが誰にでも当てはまるものである汎用性がある[68]。「堅実な暮らしを望む」「マイペースな暮らしを望む」という特徴では、どの血液型でも70%、80%と多くの人が該当すると答えたということで「フリーサイズ効果」だとしている[10]。バーナム効果とも言う[65]。
- ブラックボックス効果（Blackbox）：2012年にBにはこれを当てはめ、人の心もとても理解できないブラックボックスで、しかしどの血液型をここから取り出して見てみようとしても実際にあるのは自分自身であるというよくわからない文章である[10]。1992年では、ラベリング効果（Labeling）として「張られたラベルを信じ込む」ように、「これがA型の特徴」といわれると実際に合ってなくてもそう思ってしまうとしていた[68]。
- インプリンティング効果（Imprinting）：暗示性が強い人が当てはまってしまいやすい、「刷り込み」のようにいったん信じ込むとその印象がずっと残る。

サトウタツヤによれば、複雑に考えることを避けるために「権威に従う」という心理（※ハロー効果）が、背景にあると考えた。

## 血液型による差別
血液型性格分類が普及すると、血液型が人事の採用や配置の決め手に使われるようになり、差別だと問題提起されるようになった。
2004年（平成16年）には、放送倫理・番組向上機構が『非科学的であり差別につながりかねない』とし、放送の自粛を求めた。採用試験の応募用紙に血液型の記入欄があったため、改善するよう労働局から指導された企業もある。厚生労働省熊本労働局は「血液型は、職務能力や適性とは全く関係ない」と呼びかけている。
血液型のように本人によって選択できない遺伝情報に基づいて、人を否定的に捉えた場合には差別行為となるという意見がある。このような「血液型差別」は人種差別と同様の構図を持っており、実際に欧米における血液型性格分類は人種差別を肯定するために研究されてきた歴史があるという意見がある（#西洋における類型学）。
大学生を中心とした6660人での調査では、血液型によって馬鹿にされた差別されたといった不快な経験をしたという自己評価の平均値については、AB型よりもB型で最多である。
2010年に約100名の大学生を対象とし、採用担当者の役、あるいは恋人選択の役を振る舞ってもらい、与えられたプロフィールを見たとき、主に重要となったのは容姿や大学名、趣味となっていて血液型の重要度は10%以下であり、重要性は低いが就職ではA型・O型はA型を好み、B型・AB型はこれを嫌い大きく異なった。

### ブラッドタイプ・ハラスメント
心理学者のサトウタツヤは、血液型を理由にして行われる嫌がらせのことを、ブラッドタイプ・ハラスメントと呼んだ。